# Romualdas Murauskas

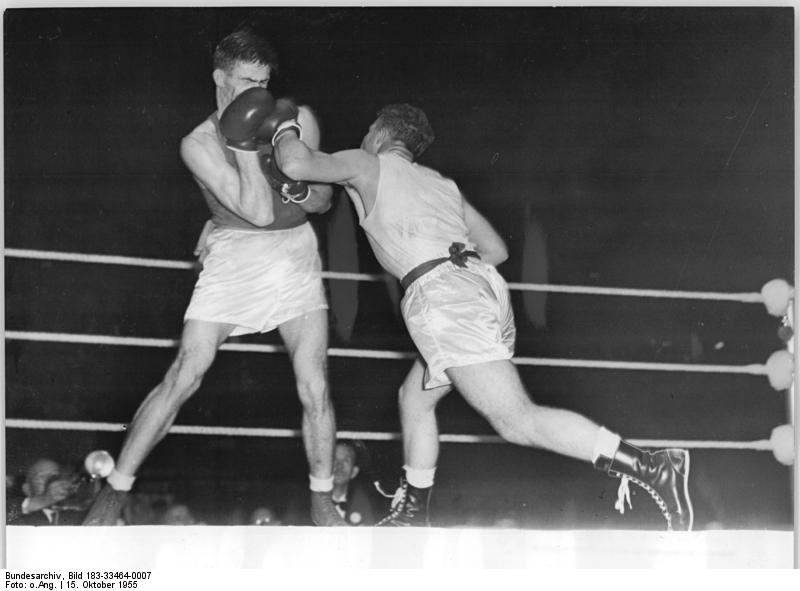
Murauskas (links) blockt einen Schlag des Briten Redrup ab, am Ende gewinnt Murauskas seinen Kampf beim Länderkampf England gegen Sowjetunion

Romualdas Murauskas (* 2. Oktober 1934 in Kaunas; † 23. Mai 1979 ebenda) war ein sowjetischer Boxer litauischer Herkunft. Er war Gewinner einer Bronzemedaille bei den Olympischen Spielen 1956 im Halbschwergewicht.

## Werdegang
Romualdas Murauskas wuchs in Litauen auf und begann dort als Jugendlicher mit dem Boxen. Er wurde Mitglied des Sportklubs Zalgiris Kaunas. Er war einer der vielen Boxer aus dem Baltikum, die in den 1950er Jahren in der sowjetischen Box-Nationalstaffel standen.
Seine erste Bewährungsprobe auf dem internationalen Parkett bestand er 1955 beim Länderkampf UdSSR B gegen Finnland B in Moskau, wo er über Reino Torkkeli durch techn. KO in der 1. Runde gewann. Er setzte sich im gleichen Jahr auch in der sowjetischen Qualifikation für die Europameisterschaft in Berlin durch. Er startete dort im Halbschwergewicht (damals bis 81 kg Körpergewicht) und siegte in seinem ersten Kampf über Borislav Andrejev aus Bulgarien durch techn. KO in der 2. Runde. Im Viertelfinale traf er auf den Titelverteidiger Ulli Nitzschke aus Halle, gegen den er nach Punkten verlor. Er gewann deshalb keine Medaille und landete mit drei weiteren Boxern auf dem 5. Platz dieser Europameisterschaft.
Bei den Welt-Festspielen der Jugend in Warschau im Jahre 1955 stand Murauskas im Halbfinale, in dem er gegen den Rumänen Petre Zaharia nach Punkten unterlag. Auch bei den im Spätherbst 1955 stattfindenden sowjetischen Meisterschaften gelang ihm kein Titelgewinn. Er kam hinter Witali Beljajew und Juri Jegorow auf den dritten Platz.
Im Jahre 1956 gelang Murauskas dann bei den gleichzeitig als Qualifikation für die Olympischen Spiele in Melbourne geltenden sowjetischen Meisterschaften der große Erfolg. Er wurde mit einem knappen Punktsieg (3:2 Punktrichterstimmen) über A. Chotentschik sowjetischer Meister. In Melbourne siegte er im Viertelfinale über den Australier Anthony Madigan nach Punkten und unterlag im Halbfinale dem späteren Olympiasieger James Boyd aus den USA ebenfalls nach Punkten. Er schied damit aus, hatte aber mit dem Erreichen des Halbfinales eine olympische Bronzemedaille gewonnen.
1957 war Murauskas bei der sowjetischen Meisterschaft nicht am Start, wurde aber vom sowjetischen Verband trotzdem für die Europameisterschaft in Prag nominiert. Dort unterlag er im Achtelfinale umstritten (3:2 Punktrichterstimmen) gegen den Polen Andrzej Woichiechowski und musste sich deshalb mit dem 9. Platz zufriedengeben.
Im Jahre 1958 trat er nicht in Erscheinung, war aber bei der sowjetischen Meisterschaft 1959 wieder am Start. Er erreichte dort den dritten Platz im Halbschwergewicht. Das gleiche Ergebnis erzielte er auch bei der sowjetischen Meisterschaft 1960 im Halbschwergewicht, wo er im Halbfinale gegen Askold Lasota nach Punkten unterlag. Zu internationalen Einsätzen kam Murauskas nach seinem frühzeitigen Ausscheiden bei der Europameisterschaft 1957 indessen nicht mehr.

## Länderkämpfe von Romualdas Murauskas
- 1955 in Moskau, UdSSR B gegen Finnland B, techn. KO-Sieger 1. Runde über Reino Torkkeli,
- 1956 in Moskau, UdSSR gegen BRD, techn. KO-Sieger 2. Runde über Emil Willer, Leverkusen,
- 1956 in Paris, Frankreich gegen UdSSR, Punktniederlage gegen Gilbert Chapron

## UdSSR-Meisterschaften mit Murauskas
- 1955: 1. Witali Beljajew, 2. Juri Jegorow, 3. Romualdas Murauskas,
- 1956: 1. Romualdas Murauskas, 2. A. Chotentschik, 3. Boris Nasarenko,
- 1959: 1. Anatoli Kadetow, 2. A. Chotentschik, 3. Romualdas Murauskas,
- 1960: 1. Askold Lasota, 2. Alexander Pischkow, 3. Romualdas Murauskas u. N. Seletski